# Bolmeer
Het Bolmeer is een meer in de gemeente Westerkwartier in de Nederlandse provincie Groningen. Het ligt ten westzuidwesten van Zevenhuizen, tussen Heineburen, Breemen, Veldstreek en Zandwijk. Het Bolmeer is vernoemd naar een groter meer van 19 hectare, dat in de 19e eeuw door vervening droogviel. Het huidige meer vormt een pingoruïne. Het Bolmeer vormt onderdeel van de ecologische hoofdstructuur van Nederland.
Het Bolmeer is alleen bereikbaar via een pad vanaf de gelijknamige weg Bolmeer. Aan de andere zijde van de weg ligt het Nanninga's Bosch.

## Geschiedenis
Het Bol-, Bolle- of Ronde Meer was oorspronkelijk een hoogveenmeer, dat lag op de plek van het huidige Nanninga's Bos en de boerderij tegenover het pad naar het huidige Bolmeer. In de 16e eeuw, voor de ontginning van de hoogvenen, behoorde het gebied volgens de Leeuwarder Courant nog tot Friesland.
In de 17e eeuw vormde het meer de inzet in een conflict tussen twee adellijke families, doordat het meer precies op de grens van hun landerijen lag. In 1669 liet Ludolph Coenders van de Fossemaheerd (latere Coendersborg) een greppel (gruppe) graven vanaf het meer naar zijn veenderijen om zo het waterpeil in zijn kanalen op peil te houden. Georg Willem von Inn und Kniphausen van Nienoord had daarvoor al een greppel vanaf het Bolmeer naar Zevenhuizen gegraven. Hij liet daarop 's nachts door 150 man de greppel van Ludolph dichtgooien. Deze reageerde door de greppel weer open te graven en hut of huis met een aarden omwalling aan het Bolmeer te plaatsen, dat door de Nienoorders spottend 'Snoeckerschans' werd genoemd. Georg Willem stak de hut in brand, waarop Ludolph hem herbouwde en de greppel van Georg Willem afdamde, waardoor de scheepvaart stil kwam te vallen bij Zevenhuizen. Op 28 juni 1669 kwam het tot een gewapend treffen toen Georg Willem de dam gewapenderhand wilde weghalen. Er werd over en weer geschoten en de mannen van Ludolph zetten zelfs kanonnen in, waarop de mannen van Georg Willem de aftocht bliezen. Er viel 1 dode. Dit treffen is bekend geworden als de Slag bij het Bolmeer. In 1671 besloot de Hoge Raad van Holland uiteindelijk in het voordeel van Coenders; de venen ten noorden van het meer behoorden aan Ludolph en die ten zuiden aan Georg Willem en Coenders mocht het water uit het meer gebruiken, mits hij daarbij de eigenaren van Nienoord niet hinderde. Langs de grens van de landerijen van beide heren ontstond ook de dorpsgrens tussen De Wilp en Zevenhuizen. De twist over het meer bleef nog lange tijd doorsudderen. In 1797 dreigde een gewapend conflict tussen de kerkvoogden van Nuis en de mannen van Nienoord over de greppel van Nienoord, die de lokale grietman slechts met moeite wist te sussen.
In de 19e eeuw viel het meer evenals het aan zuidoostzijde aangrenzende Langemeer ten prooi aan de voortgaande vervening van het Leuringsveld. Rond 1830 werd het meer afgetapt. In 1860 was het meer veranderd in een droge vlakte die bedekt was met dennen en heide. Nadat het veen op de bodem was afgegraven stootte men ten oosten van het voormalige meer op een pingoruïne uit de laatste ijstijd (28.000-14.000 v.Chr.). Hier ontstond het huidige Bolmeer. In de 20e eeuw werd het meer aangekocht door stichting Het Groninger Landschap, dat het sindsdien beheert. In 2004 werd een vogelkijkwand bij het meer geplaatst.

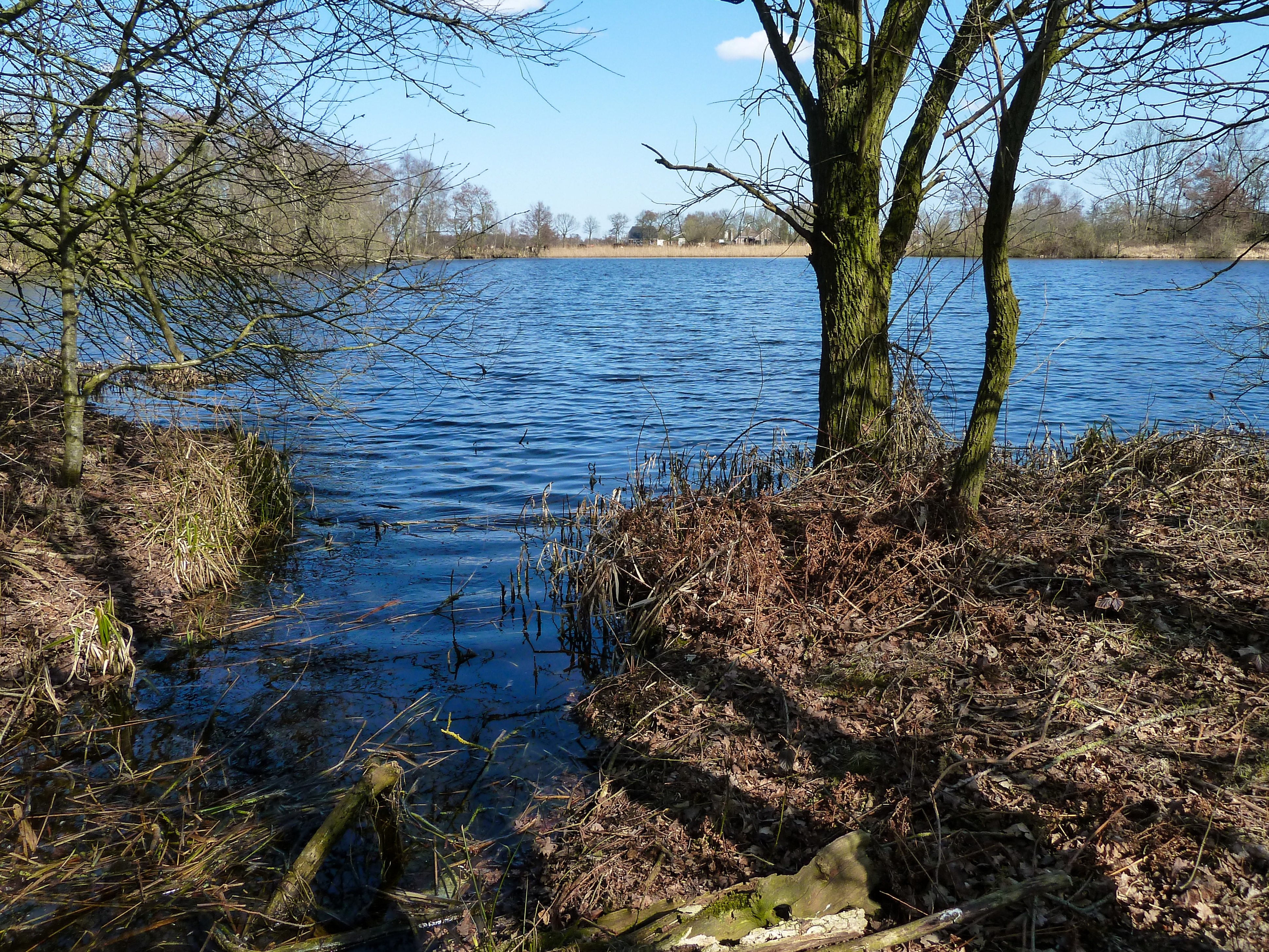
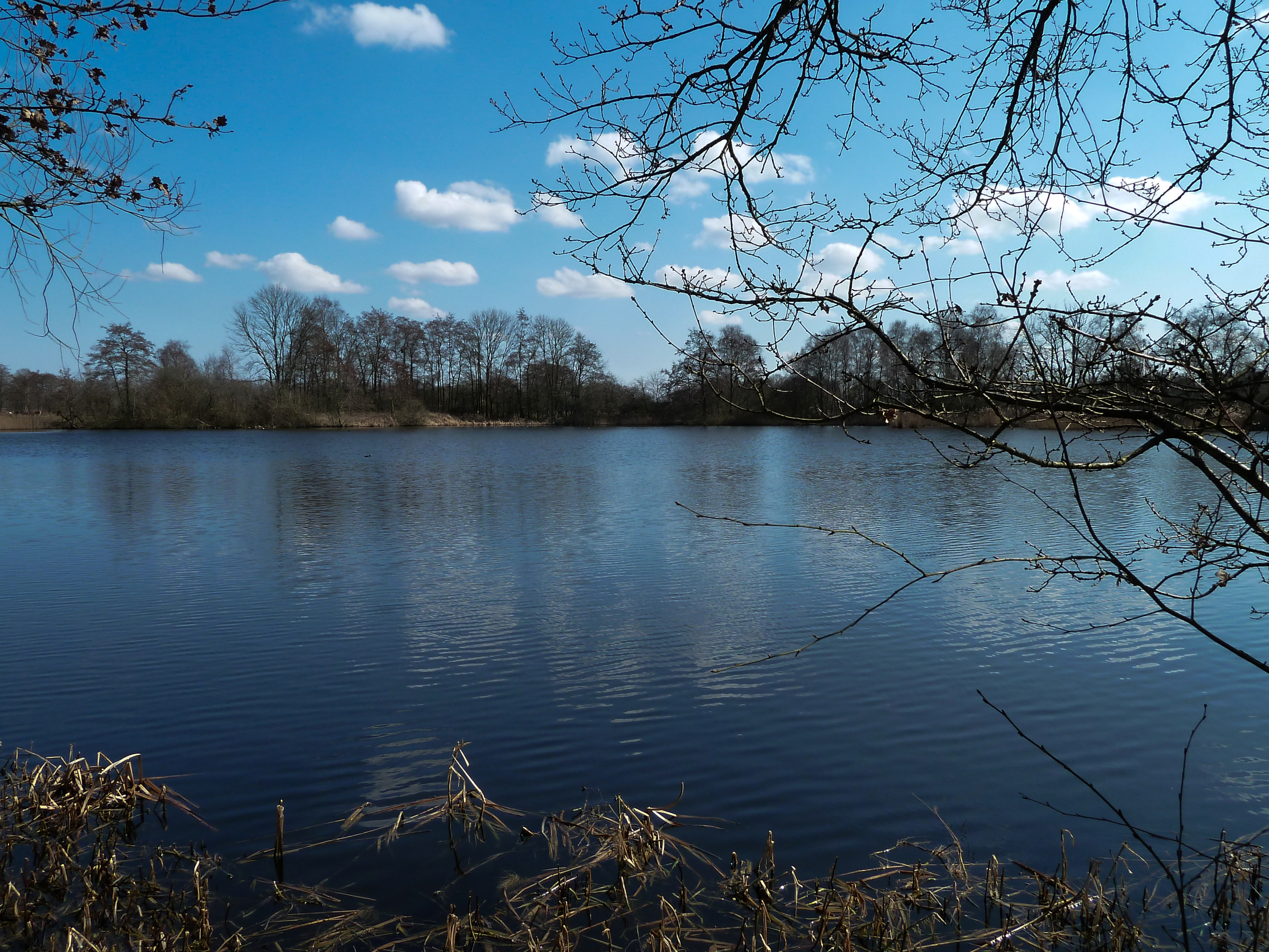
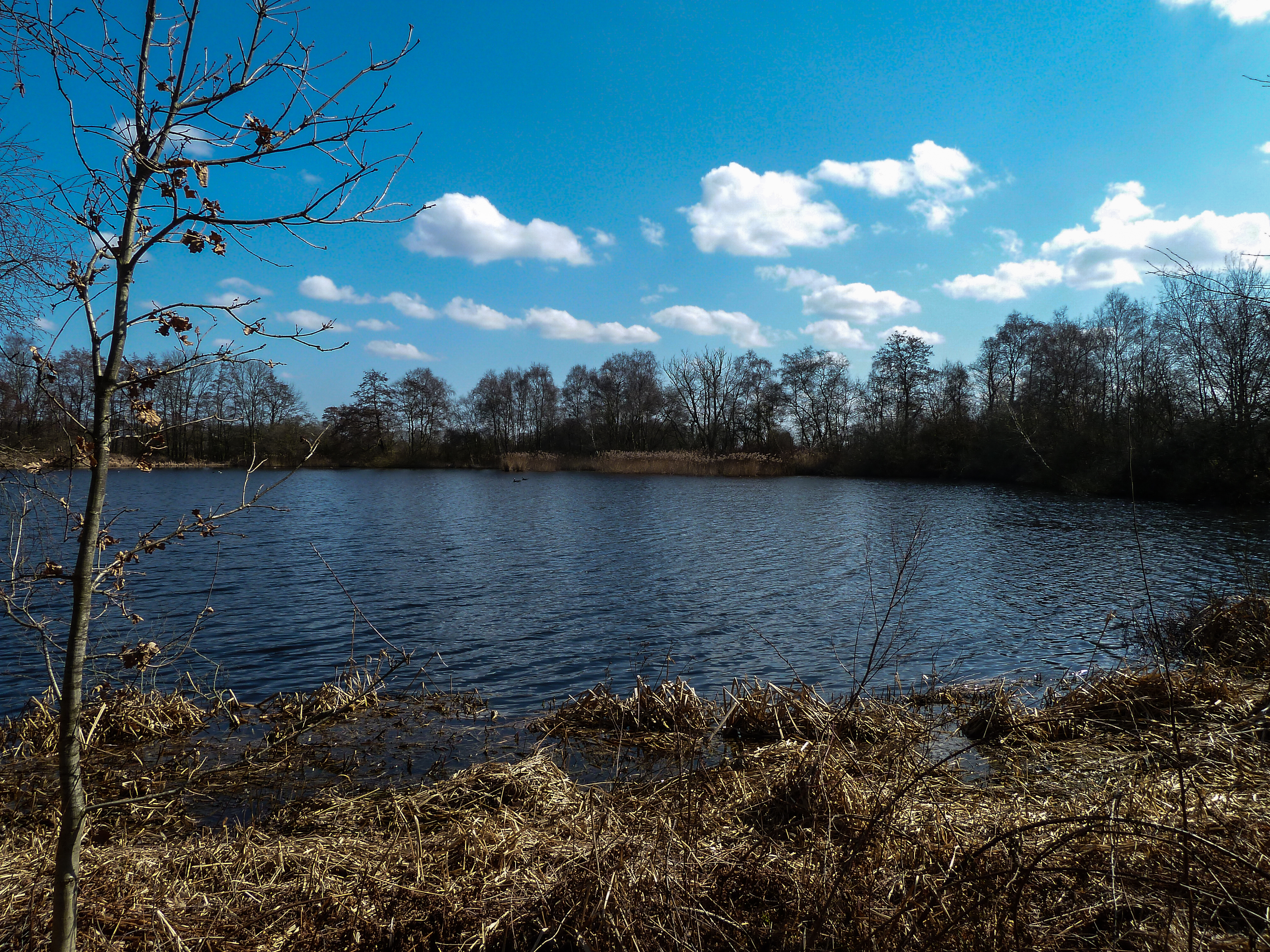
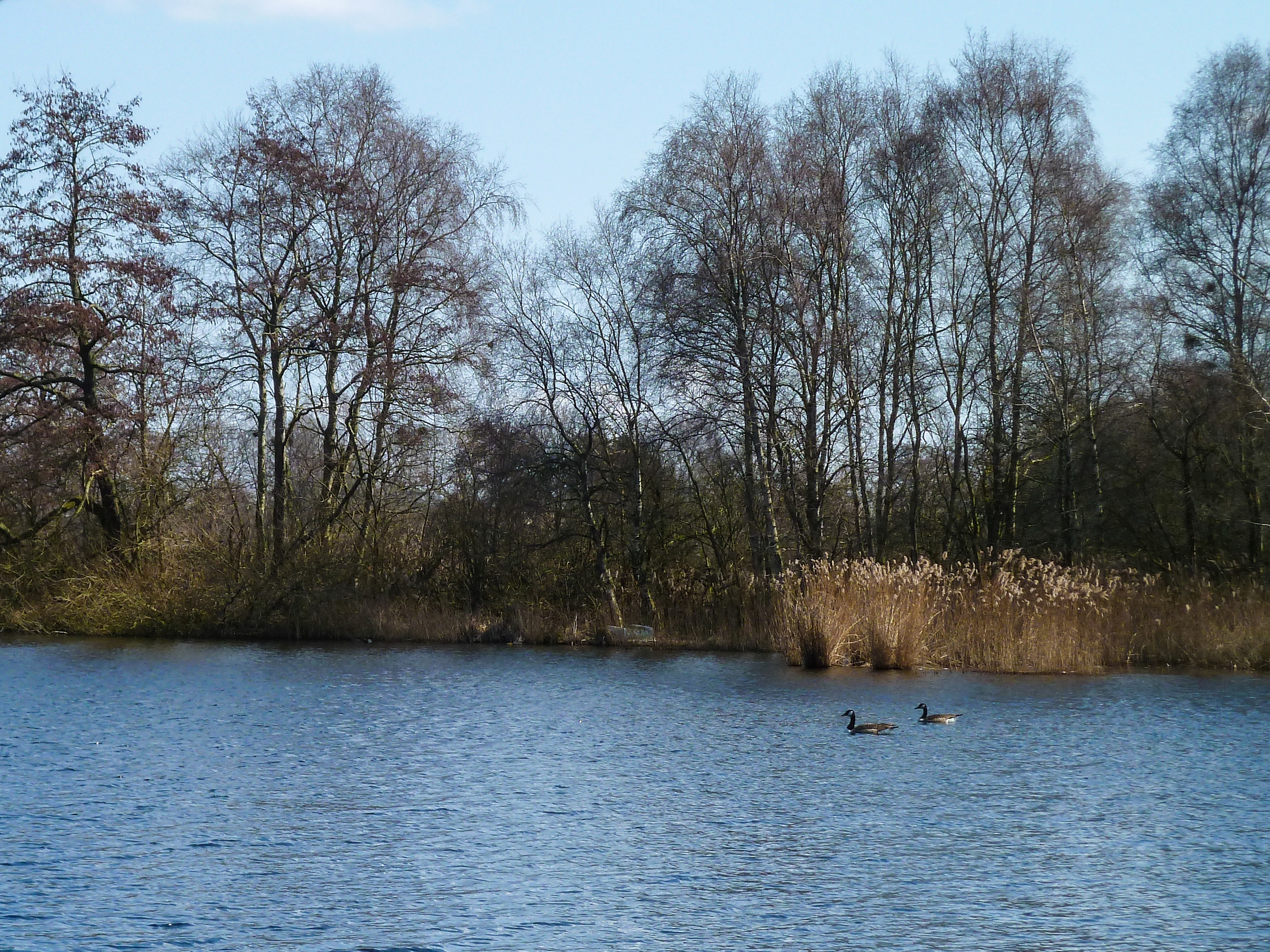